# Internationale Filmfestspiele Berlin 1982
Die Internationalen Filmfestspiele Berlin 1982 fanden vom 12. Februar bis zum 23. Februar 1982 statt.
Bei der Berlinale kam es bereits vor dem Festival zu aufgeregten Diskussionen. Festivalleiter Moritz de Hadeln hatte den amerikanischen Film Mit dem Wind nach Westen für den Wettbewerb abgelehnt. Der Film handelt von einer Familie, die mit einem Heißluftballon aus der DDR flieht. Die Springer-Presse verurteilte diese Entscheidung als Anbiederung an die DDR. Axel Cäsar Springer selbst organisierte die Deutschland-Premiere des Films am Eröffnungstag der Berlinale als Gegenveranstaltung.

## Wettbewerb
Im offiziellen Wettbewerb wurden folgende Filme gezeigt:
| Filmtitel                                         | Regisseur                | Produktionsland            | Darsteller (Auswahl)                         |
| Abschied                                          | Mitsou Yanagimachi       | Japan                      |                                              |
| L’Amour des femmes                                | Michel Soutter           | Frankreich, Schweiz        | Jean-Marc Bory, Heinz Bennent                |
| Bürgschaft für ein Jahr                           | Herrmann Zschoche        | DDR                        | Katrin Sass, Monika Lennartz, Jaecki Schwarz |
| Eine deutsche Revolution                          | Helmut Herbst            | Deutschland                | Marquard Bohm, Bazon Brock                   |
| Der einfältige Mörder                             | Hans Alfredson           | Schweden                   | Stellan Skarsgård                            |
| Der Fall Shimoyama                                | Kei Kumai                | Japan                      |                                              |
| Kein Job für eine Frau                            | Christopher Petit        | Großbritannien             | Billie Whitelaw                              |
| Kraftprobe                                        | Heidi Genée              | Deutschland                | Hannelore Hoger                              |
| Das Mädchen mit dem roten Haar                    | Ben Verbong              | Niederlande                | Renée Soutendijk                             |
| Eine merkwürdige Karriere                         | Pierre Granier-Deferre   | Frankreich                 | Michel Piccoli, Gérard Lanvin, Nathalie Baye |
| Mord in Sydney                                    | Donald Crombie           | Australien                 |                                              |
| Requiem                                           | Zoltán Fábri             | Ungarn                     |                                              |
| Romanze mit Amélie                                | Ulrich Thein             | DDR                        |                                              |
| Schauder                                          | Wojciech Marczewski      | Polen                      |                                              |
| Die Sehnsucht der Veronika Voss                   | Rainer Werner Fassbinder | Deutschland                | Rosel Zech, Hilmar Thate, Cornelia Froboess  |
| Sehnsucht nach der Heimat                         | Hu Bingliu, Wang Jin     | VR China                   |                                              |
| Die Sensationsreporterin                          | Sydney Pollack           | USA                        | Paul Newman, Sally Field                     |
| Die tolldreisten Streiche des Marchese del Grillo | Mario Monicelli          | Italien, Frankreich        | Alberto Sordi                                |
| Das Treffen in Beirut                             | Borhane Alaouié          | Libanon, Tunesien, Belgien |                                              |
| Vater werden...                                   | Iskra Babitsch           | Sowjetunion                | Alexander Michailow                          |
| Wiederholtes Tauchen                              | Shimon Dotan             | Israel                     |                                              |

## Internationale Jury
Jury-Präsidentin war die US-amerikanische Schauspielerin Joan Fontaine. Sie stand folgender Jury vor: Wladimir Baskakow (UdSSR), Brigitte Fossey (Frankreich), Joe Hembus (Deutschland), Laszló Lugossy (Ungarn), Gian Luigi Rondi (Italien), Helma Sanders-Brahms (Deutschland), Mrinal Sen (Indien) und David J. Stratton (Australien).

## Preisträger
- Goldener Bär: Die Sehnsucht der Veronika Voss
- Silberne Bären:
  - Schauder (Spezialpreis der Jury für die große Originalität)
  - Mario Monicelli (Beste Regie)
  - Katrin Sass in Bürgschaft für ein Jahr (Beste Darstellerin)
  - Michel Piccoli in Eine merkwürdige Karriere und Stellan Skarsgård in Der einfältige Mörder (Bester Darsteller)
  - Zoltán Fábri, für sein Drehbuch zu Requiem (Herausragende Einzelleistung)

Weitere Preise
- FIPRESCI-Preis (aus allen Sektionen): Lebensläufe von Winfried Junge und Unsere Stimme aus Erde, Erinnerung und Zukunft von Marta Rodríguez und Jorge Silva
- FIPRESCI-Preis (Wettbewerb): Schauder von Wojciech Marczewski
- FIPRESCI-Preis (Forum): Pastorale von Otar Iosseliani
- Interfilm Award – Otto-Dibelius-Preis (Wettbewerb): Eine merkwürdige Karriere von Pierre Granier-Deferre
- Interfilm Award – Otto-Dibelius-Preis (Forum): Lebensläufe von Winfried Junge
- UNICEF Award (Kinderfilmfest): Gummi-Tarzan von Søren Kragh-Jacobsen
- Leserpreis der Berliner Morgenpost: Die Sensationsreporterin von Sydney Pollack

Goldener Ehrenbär
In diesem Jahr wurde erstmals ein Goldener Ehrenbär verliehen. Erster Preisträger war James Stewart.